# De Club (Zone Stad)
De Club is de 62ste aflevering van VTM's politieserie Zone Stad. De aflevering wordt in Vlaanderen voor het eerst uitgezonden op 3 mei 2010.

## Verhaal
De korpschef is lid geworden van een club. Gelukkig maar, want de club is het slachtoffer van zware pesterijen. Dit draait uit op een web van leugens, overspel en moord. Alles loopt een tijdje goed na de bekentenis betrapt de man zijn vrouw. En schiet hij in zijn woede haar minnaar dood. Op datzelfde moment arriveren zijn zoon en zijn vriendin. Hij gijzelt zijn zoon en vrouw. De vriendin kan ontkomen en belt Tom en Fien op. Bij het binnenvallen van het team, schiet de man ook zijn zoon dood.

## Gastrollen
- Hans Ligtvoet - Hans Teunis
- Christel Domen - Hilde Dewachter
- Peter Van Den Eede - Paul Dewachter
- Joost Wynant - Kristof Dewachter
- Lore Dejonckheere - Isabel Briels
- Wim Willaert - Jan Verbist